# Eid ul-Ghadir
Eid ul-Ghadir er markeringen af profeten Muhammeds sidste prædiken, den attende Dhu al-Hijjah år 10 AH i islamsk tidsregning. Dagen fejres af shia-muslimer, som tror på, at prædikenen er en bekræftelse på Ali ibn Abi Talibs udvælgelse som muslimernes leder efter Profeten Muhammeds død. Sunni-muslimer mener, at denne prædiken aldrig fandt sted. Dog står denne historiske begivenhed beskrevet med Sunni-kilder, herunder i Shahih Muslim, som bl.a. Sheikh Othman Al-Khamis, Sunni Lærd, beskriver rigtig fint i en offentlig prædiken.